# Michał Skowroński
Michał Skowroński (ur. 3 września 1873 w Kolbuszowej, zm. 2 maja 1936 w Tarnowie) – prawnik, adwokat, burmistrz Tarnowa w latach 1929−1930.
Michał Skowroński pochodził z mieszczańskiej rodziny, mieszkającej w Kolbuszowej. Po ukończeniu gimnazjum w Rzeszowie rozpoczął studia na Wydziale Prawa Uniwersytetu Jagiellońskiego. Po uzyskaniu tytułu doktora praw zamieszkał w 1902 roku w Gorlicach, gdzie pracował jako sędzia a następnie prokurator, przez pewien czas pełniąc również funkcję radnego miasta. W 1907 roku przeprowadził się wraz z żoną Zofią i starszym synem, Romanem, do Tarnowa. W tym samym roku urodził się drugi jego syn, Michał.
Przez pierwsze dwa lata pobytu w Tarnowie Michał Skowroński pracował w miejscowej prokuraturze. Po przedwczesnej śmierci żony w 1909 roku zdecydował się otworzyć własną kancelarię adwokacką, w domu przy ulicy Katedralnej 5. Przez kolejne lata uzyskał renomę dobrego prawnika i znakomitego mówcy. Zajmował się także prawem finansowym, pełnił między innymi funkcję syndyka tarnowskiego oddziału Banku Gospodarstwa Krajowego i dyrektora Kasy Oszczędności. W 1928 roku związał się z Bezpartyjnym Blokiem Współpracy z Rządem. Z jego listy wystartował rok później w wyborach do rady miasta i uzyskał najpierw mandat radnego, zaś 1 października 1929 roku został jednogłośnie wybrany burmistrzem.
Wobec narastającego kryzysu gospodarczego zarząd i rada miejska borykali się z deficytem budżetowym i zwiększającym się bezrobociem wśród mieszkańców. Kontrola magistratu, przeprowadzona w lutym i marcu 1930 roku przez krakowski Urząd Wojewódzki dała negatywne wyniki. Pomimo wotum zaufania, jakie wkrótce potem wyraziła dla burmistrza rada miasta, coraz częściej pojawiały się pogłoski o możliwości wprowadzenia w mieście zarządu komisarycznego. Przez cały 1930 roku główną troską magistratu było opanowanie zwiększającego się zadłużenia miasta. Ostatecznie, 19 grudnia, rada miasta została rozwiązana, a władzę przejął komisarz rządowy Adam Marszałkowicz.
Michał Skowroński powrócił do praktyki adwokackiej. W 1932 roku jego młodszy syn, również Michał, z niewyjaśnionych przyczyn popełnił samobójstwo. On sam zmarł 2 maja 1936 roku i został pochowany w grobowcu rodzinnym na Starym Cmentarzu. Praktykę adwokacką przejął po nim starszy syn, Roman, zamordowany przez hitlerowców 2 marca 1941 roku.